# Shauna Robertson
Shauna Robertson, född 1975 i Toronto, är en kanadensisk filmproducent verksam i Los Angeles, Kalifornien. 
Robertson är sedan 2012 gift med skådespelaren Edward Norton.   

## Filmografi
- 1999 – Mystery, Alaska
- 2000 – Släkten är värst
- 2003 – Elf
- 2004 – Anchorman: The Legend of Ron Burgundy
- 2004 – Wake Up, Ron Burgundy: The Lost Movie
- 2005 – The 40 Year-Old Virgin
- 2007 – Knocked Up
- 2007 – Superbad
- 2008 – Dumpad
- 2008 – Pineapple Express